# Bosons W i Z
En física, els bosons W i Z són partícules elementals que produeixen la interacció de la força nuclear feble. Van ser descoberts en el CERN, l'any 1983, la qual cosa fou considerada un gran èxit del model estàndard de la física de partícules.
La partícula W va ser anomenada així a causa del nom d'aquesta força en anglès (weak). La partícula Z fou anomenada d'aquesta manera per una broma segons la qual es deia que aquesta era la darrera partícula que es necessitava descobrir. Segons una altra explicació, el nom de la partícula Z deriva del fet de la seva càrrega elèctrica zero.

## Propietats bàsiques
Existeixen dues classes de bosons W amb la unitat elemental de càrrega elèctrica +1 i -1; la W+ és l'antipartícula de la W−. El bosó Z (o Z0) és elèctricament neutre i és la seva pròpia antipartícula. Les tres partícules tenen una vida breu amb una vida mitjana d'uns 3 × 10−25 segons.
Aquests bosons es consideren pesos pesants entre les partícules elementals. Amb una massa de 80,4 i 91,2 GeV/c², respectivament, les partícules W i Z0 són quasi 100 vegades més massives que el protó —més massives que un àtom de ferro. La massa d'aquests bosons és significativa perquè això limita l'abast de la força feble. Per contra, la força electromagnètica té un rang infinit perquè el seu bosó (el fotó) és una partícula sense massa.
Els tres tipus tenen espín 1.
L'emissió dels bosons W+ o W– pot, en els dos casos, augmentar o disminuir la càrrega elèctrica de la partícula que l'emet en 1 unitat, i alterar l'espín en 1 unitat. Al mateix temps, un bosó W pot canviar la generació de la partícula, per exemple canviant un quark de s a u. El bosó Z0 no pot canviar ni la càrrega elèctrica ni qualsevol càrrega (estranyesa, encant, etc.), només canvia l'espín i el moment; per tant, no canvia la generació o el sabor de la partícula que l'emet (vegeu corrent feble neutre).

## La força nuclear feble

El diagrama de Feynman per la desintegració beta del neutró en un protó, electró, i un antineutrí electrònic per mitjà del bosó W

Els bosons W i Z són partícules portadores que duen la força nuclear feble, de la mateixa manera que el fotó és el portador de la força electromagnètica. El bosó W és més conegut pel seu paper en la desintegració nuclear. Considerem, per exemple, la desintegració beta del cobalt-60, un procés important en l'explosió de les supernovae.
{\displaystyle {}_{27}^{60}{\hbox{Co}}\to {}_{28}^{60}{\hbox{Ni}}+{\hbox{e}}^{-}+{\overline {\nu }}_{e}}
Aquesta reacció no comporta una transformació del nucli sencer del cobalt-60, només afecta un sol dels seus 33 neutrons. Aquest neutró es convertix en un protó per l'emissió d'un electró (anomenat partícula beta en aquest context) i un antineutrí:
{\displaystyle {\hbox{n}}\to {\hbox{p}}+{\hbox{e}}^{-}+{\overline {\nu }}_{e}}
El neutró no és una partícula elemental, és una partícula composta per un quark up i dos quarks down (udd). És en efecte un dels quarks down el que actua en la desintegració beta, convertint-se en un quark up, formant, per tant, un protó (uud). En el nivell més fonamental, per tant, la força feble canvia el sabor d'un sol quark:
{\displaystyle {\hbox{d}}\to {\hbox{u}}+{\hbox{W}}^{-}\,}
la qual cosa se segueix immediatament per la desintegració del W− per si mateix:
{\displaystyle {\hbox{W}}^{-}\to {\hbox{e}}^{-}+{\overline {\nu }}_{e}}
I és la seva pròpia antipartícula: el bosó Z té tots els nombres quàntics iguals a zero. L'intercanvi d'un bosó Z, anomenat també corrent neutre, permet, per tant, la interacció de partícules que no resulten afectades, excepte en el seu moment. Al contrari de la desintegració beta, l'observació de la interacció del corrent neutre necessita més inversions en acceleradors de partícules, per la qual cosa només s'ha pogut verificar en uns pocs laboratoris de física de les altes energies en tot el món.

## Predicció de les partícules W i Z

Un diagrama de Feynman mostrant l'intercanvi d'un parell de bosons W. Aquesta és una de les principals contribucions a l'oscil·lació del kaó neutre

Després de l'èxit espectacular de l'electrodinàmica quàntica en els anys de la dècada de 1950, es va intentar formular una teoria similar per a la força nuclear feble. Això es va poder culminar al voltant del 1968 en una teoria unificada de l'electromagnetisme i les interaccions febles per Sheldon Glashow, Steven Weinberg, i Abdus Salam, per la qual cosa compartiren el Premi Nobel de Física del 1979. La seva teoria electrofeble postulava no sols els bosons W necessaris per a explicar la desintegració beta, també un nou bosó Z que no havia estat mai observat.
El fet que els bosons W i Z tenen massa mentre que el fotó no en té fou un gran obstacle en el desenvolupament de la teoria electrofeble. Aquestes partícules es descriuen acuradament amb una teoria gauge SU(2), però els bosons en una teoria gauge no poden tenir massa. Per exemple, és el cas del fotó, sense massa perquè l'electromagnetisme és descrit per una teoria gauge U(1). Alguns mecanismes permeten rompre la simetria de la SU(2), donant massa a W i Z. Una explicació, el mecanisme de Higgs, fou avançada per Peter Higgs en els darrers anys de la dècada de 1960. Aquest mecanisme prediu també l'existència d'una altra nova partícula, el bosó de Higgs.
La combinació de la teoria gauge SU(2) de la interacció feble, la interacció electromagnètica, i el mecanisme de Higgs és conegut com a model de Glashow-Weinberg-Salam. Avui aquesta teoria és àmpliament acceptada com un dels pilars del model estàndard de la física de partícules. Malgrat la intensa cerca del bosó de Higgs en el 2006 duita a terme pel CERN i el Fermilab, la seva existència es manté com la principal predicció del model estàndard que no ha estat confirmada experimentalment.

## Descobriment de les partícules W i Z
El descobriment de les partícules W i Z és l'èxit major de la història del CERN. Primerament, en el 1973, es produí l'observació d'interaccions de corrent neutre com s'havia predit per la teoria electrofeble. L'enorme càmera de bombolles Gargamelle va permetre fotografiar la traça d'uns pocs electrons que es movien de sobte, aparentment com si es posessin d'acord. Això s'interpreta com la interacció d'un neutrí amb un electró mitjançant l'intercanvi d'un bosó Z que no es pot veure. El neutrí, per la seva part, tampoc es pot detectar, només es poden observar els efectes en el moment en què es comunica a l'electró en la interacció.
El descobriment de les partícules W i Z, en si mateixes, va haver d'esperar a la construcció d'un accelerador de partícules a bastament potent per produir-les. La primera d'aquestes màquines que restà disponible fou el Sincrotó Super Protó, en què senyals gens ambigus de les partícules W es van poder veure en el gener del 1983 durant una sèrie d'experiments dirigits per Carlo Rubbia i Simon van der Meer. Aquests experiments s'anomenaven UA1 i UA2, i eren l'esforç de col·laboració de molta gent. El mes de maig del 1983 es va trobar el bosó Z. Rubbia i van der Meer foren premiats molt aviat amb el Premi Nobel del 1984 de física, un fet inusual per la conservadora Fundació Nobel.

## Mesurament inesperat de la massa del bosó W el 2022
Abans del 2022, els mesuraments de la massa del bosó W semblaven ser consistents amb el Model Estàndard. 80379 ± 12 MeV.
No obstant això, l'abril del 2022, una nova anàlisi de les dades obtingudes pel col·lisionador Fermilab Tevatron abans del seu tancament el 2011 va determinar que la massa del bosó W era 80433 ± 9 MeV, set desviacions estàndard per sobre del predit pel model estàndard, cosa que significa que si el model és correcte només hi hauria d'haver una bilionèsima de probabilitat que una massa tan gran sorgeixi per un error d'observació no sistemàtic. Segons Ashutosh Kotwal de la Universitat de Duke i líder del Collider Detector en la col·laboració Fermilab, la lluminositat del feix inferior utilitzada va reduir la possibilitat que esdeveniments d'interès quedessin enfosquits per altres col·lisions i que l'ús de col·lisions protó-antiprotó simplifica el procés d'aniquilació quark-antiquark, que després es va descompondre per donar un leptó i un neutrí. L'equip va encriptar deliberadament les seves dades i es va ocultar qualsevol resultat preliminar fins que es va completar l'anàlisi, per evitar que un "biaix de confirmació" distorsionés la seva interpretació de les dades. Kotwal ho va descriure com "l'esquerda més gran en aquesta bella teoria", especulant que podria ser la "primera evidència clara" d'altres forces o partícules no explicades pel model estàndard, i que podrien explicar-se per teories com la supersimetria. El físic teòric guanyador del Nobel Frank Wilczek va descriure el resultat com un "treball monumental".
A més de ser inconsistent amb el Model Estàndard, el nou mesurament també és inconsistent amb mesuraments anteriors com ATLAS. Això suggereix que els mesuraments antics o nous, malgrat totes les precaucions, tenen un error sistemàtic inesperat, com una anomalia no detectada amb l'equip. Els experiments futurs amb l'LHC poden ajudar a determinar quin conjunt de mesuraments, si n'hi ha, són els correctes. El subdirector del Fermilab, Joseph Lykken, va reiterar que "... el (nou) mesurament necessita ser confirmat per un altre experiment abans que pugui interpretar-se completament". Matthias Schott, de la Universitat de Mainz, va comentar que "no crec hem de discutir quina nova física podria explicar la discrepància entre CDF [Detector de col·lisionador a Fermilab] i el model estàndard; primer hem d'entendre per què el mesurament CDF està en forta tensió amb totes [els altres mesuraments]".
El 2023, l'experiment ATLAS va publicar un mesurament millorat de la massa del bosó W, 80360 ± 16 MeV, que s'alineava amb les prediccions del model estàndard. La combinació de tots els mesuraments de la massa del bosó W, excloent el mesurament de CDF, produeix un valor de (80369,2 ± 13,3) MeV/c², que es desvia del mesurament de CDF amb una significació de 3,6σ.

## Bosons W i Z virtuals
Seguint amb l'exemple anterior, veiem que el quark a baix es converteix en un quark a dalt i en un bosó W. Això viola clarament la llei de conservació de la massa-energia, ja que sembla impossible que hi hagi tanta energia al sistema com perquè un lleugeríssim quark generi de sobte un bosó W que té més de 20.000 vegades la massa original. Però el bosó W només existeix durant uns 10-25 segons; a causa del principi d'indeterminació de Heisenberg, existeix durant un temps tan breu, que no es podrà mai mesurar la seva quantitat de moviment (funció de la massa) i posició amb total exactitud.
Només cal tenir en compte que la massa-energia al final i al principi són equivalents, i que al mig hi va haver una asimetria de massa-energia tan breu que és com si la realitat ni se n'adonés. Les partícules que fan aquest tipus de coses es diuen partícules virtuals, i es donen també en les altres forces fonamentals, però la massa dels bosons W i Z fa que aquesta idea cobri més rellevància.